# Eublemma flammicincta
Eublemma flammicincta är en fjärilsart som beskrevs av Walker 1865. Eublemma flammicincta ingår i släktet Eublemma och familjen nattflyn. Inga underarter finns listade i Catalogue of Life.